# Deliler, Elmadağ
Deliler là một xã thuộc huyện Elmadağ, tỉnh Ankara, Thổ Nhĩ Kỳ. Dân số thời điểm năm 2011 là 218 người.